# Биргель (Килль)
Биргель (нем. Birgel) — община в Германии, в земле Рейнланд-Пфальц.
Входит в состав района Вульканайфель. Подчиняется управлению Обере Килль. Население составляет 470 человек (на 31 декабря 2010 года). Занимает площадь 6,52 км².